# Martina Gedeck

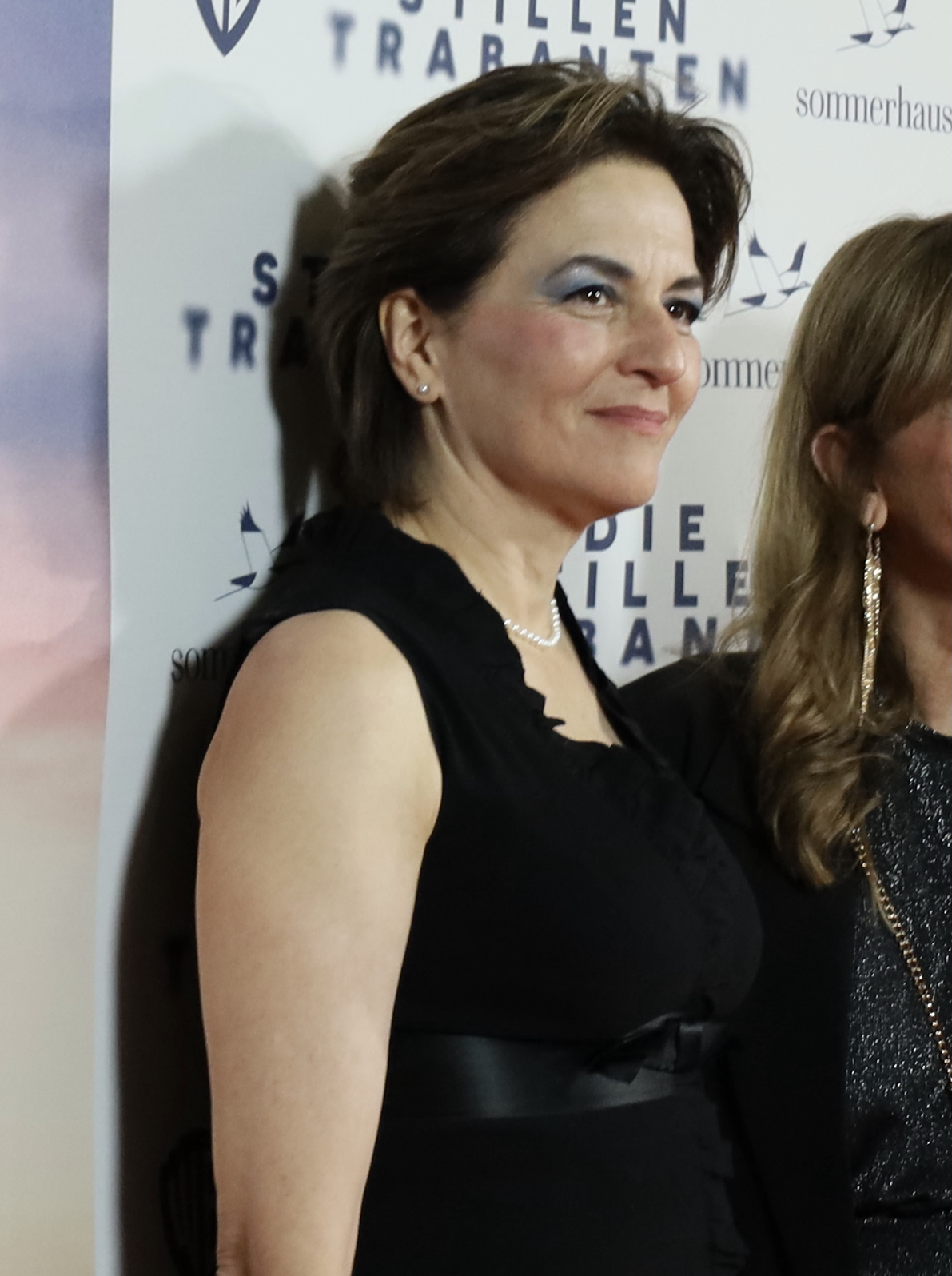
Martina Gedeck bei der Premiere des Films Die stillen Trabanten, Leipzig, 2022

Martina Friederike Gedeck [ˈɡeːdɛk] (* 14. September 1961 in München) ist eine deutsche Schauspielerin, Hörbuch- und Hörspielsprecherin. Seit 1985 spielte sie in über 140 Film- und Fernsehproduktionen. Für ihre Rollen wurde sie vielfach ausgezeichnet. 2022 erhielt sie als Sprecherin den Deutschen Hörbuchpreis.

## Leben
Martina Gedeck wuchs als älteste von drei Töchtern im bayerischen Landshut auf. Ihre Kindheit und Jugend sowie ihr Verhältnis zu ihren Eltern – dem Großhandelskaufmann Karl-Heinz und der Sekretärin Helga Gedeck – bezeichnete sie später als vertrauensvoll und harmonisch. Passiver Medienkonsum habe kaum eine Rolle gespielt: „Wir hatten keinen Fernseher. Bei meiner Großmutter durften wir manchmal Pan Tau und Augsburger Puppenkiste gucken. Vorgefertigtes wurde uns selten vorgesetzt. Meine Eltern legten viel Wert auf Phantasie.“ 1971 zog die Familie nach West-Berlin. Kurz darauf war die Elfjährige im Fernseh-Jugendmagazin Denkste? zu sehen.
Ihren schulischen Werdegang setzte Gedeck auf der Schadow-Oberschule und im Schuljahr 1977/1978 an der Arndt-Oberschule in Zehlendorf fort. 1978/1979 verbrachte sie ein Jahr als Austauschschülerin in New Jersey an der Glen Rock High School. 1981 legte sie an der Schadow-Oberschule ihr Abitur ab; danach war sie kurzzeitig an der Freien Universität in den Fächern Germanistik und Geschichte immatrikuliert.
Neben anderen Künstlern und weiteren Personen des öffentlichen Lebens wurde Gedeck als Wahlfrau für die Wahl des Bundespräsidenten aufgestellt: Am 30. Juni 2010 war sie Mitglied der 14. Bundesversammlung als Delegierte des Landtages von Nordrhein-Westfalen für die Fraktion von Bündnis 90/Die Grünen. Ehrenamtlich tätig ist sie als offizielle Patin des Kinderhospizes Bethel und Botschafterin der v. Bodelschwinghschen Stiftungen Bethel.
Von 1991 bis zu dessen Tod 1999 hatte Gedeck eine Liaison mit ihrem Schauspielkollegen Ulrich Wildgruber. Seit 2005 ist sie mit dem Schweizer Regisseur Markus Imboden liiert, mit dem sie auch mehrere Filme drehte und mittlerweile verheiratet ist. Das Paar lebt in Berlin.

## Karriere

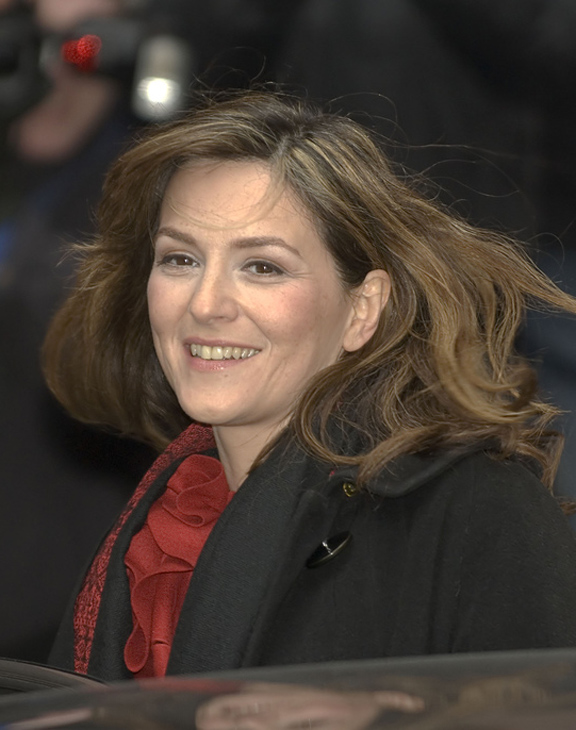
Martina Gedeck auf dem Berliner Film Festival 2007.

Während ihres Austausch-Schuljahres in den USA belegte Gedeck an ihrer High School einen Schauspielkurs und übernahm bei der Aufführung eines Stücks von Turgenew die Rolle einer alten russischen Magd. 1982 bis 1986 absolvierte sie eine Schauspielausbildung an der Hochschule der Künste (HdK) in Berlin. Ihren ersten offiziellen Theaterauftritt absolvierte sie 1985 am Frankfurter Theater am Turm als Insassin einer Besserungsanstalt in dem Stück Aschenkinder von Janusz Głowacki. In den Jahren darauf folgten weitere Theaterrollen in Molières Stück Der Geizige (Schauspielhaus Hamburg), als Sozialarbeiterin in Martin Crimps Das stille Kind (Malersaal des Deutschen Schauspielhauses) sowie Gastspiele, unter anderem am Schauspielhaus Basel, am Theater am Kurfürstendamm Berlin und bei den Kammerspielen Hamburg.
Ihr Filmdebüt gab Gedeck 1985 als Laure an der Seite von Bernd Tauber im Kinofilm Retouche. 1988/89 besetzte sie Regisseur Dominik Graf in den Filmen Die Beute und Tiger, Löwe, Panther. Es folgten tragende Rollen in den Spielfilmen Der doppelte Nötzli (1990), Krücke (1993) und Sönke Wortmanns Der bewegte Mann (1994). Weitere wichtige Kinorollen hatte sie 1995 in der Beziehungskomödie Stadtgespräch, 1996 in Helmut Dietls Jet-Set-Komödie Rossini – oder die mörderische Frage, wer mit wem schlief, 1997 in Wolfgang Beckers und Tom Tykwers FilmkomödieDas Leben ist eine Baustelle, sowie 1999 in Anno Sauls Jugendfilm Grüne Wüste. Einen großen Erfolg erreichte sie mit ihrer Darstellung der Wiener Werbeagentin Katarina „Kati“ Treichl in Xaver Schwarzenbergers Weihnachtsfilmen Single Bells (1997) und O Palmenbaum (2000).
Daneben spielte Gedeck Rollen in einigen Fernseh-Produktionen, so war sie etwa in dem im Oktober 1994 auf den Hofer Filmtagen uraufgeführten Fernsehfilm Man(n) sucht Frau von Vivian Naefe an der Seite von Christoph Waltz, Heinrich Schafmeister und Maja Maranow zu sehen. 1997 bekam sie mit Lea Katz – Die Kriminalpsychologin eine eigene Fernsehreihe; in ihr verkörperte sie die Titelfigur der Kriminalpsychologin Lea Katz. Für die Darstellung der titelgebenden buckligen, wohlhabenden Bauersfrau in der ZDF-Produktion Hölleisengretl aus dem Jahr 1998 erhielt sie den Bayerischen Fernsehpreis.
Zur Jahrtausendwende übernahm Gedeck die Titelrolle der alleinstehenden Köchin Martha Klein in der Komödie Bella Martha (2001) von Sandra Nettelbeck. Der Regisseur Peter Kahane besetzte sie als Kriminalistin Thea Eiselt an der Seite von Wolfgang Stumph in der Dramödie Das blaue Wunder (2004), dem erfolgreichsten „ZDF-Fernsehfilm der Woche“ des Jahres, in der weiblichen Hauptrolle. 2006 folgte neben Ulrich Mühe eine weitere Hauptrolle als Schauspielerin Christa-Maria Sieland in dem Oscar-prämierten Politthriller Das Leben der Anderen von Florian Henckel von Donnersmarck über die Abhörmechanismen der Stasi. Gedeck war von ihrer Rolle rückwirkend wenig begeistert, so zeigte sie sich verärgert, dass die von ihr gespielte Sieland geopfert wird, damit der Mann eine Katharsis erfährt. Regisseur Donnersmarck habe sich stur über ihre Warnungen bei den Vorbesprechungen hinweggesetzt. Sie bezeichnete ihn als einen Anfänger, den man noch nicht unter die großen Regisseure einreihen dürfe. Ein knappes Jahr später trat er von seinem Kontingent an Einladungen zur Oscar-Verleihung keine an Gedeck ab. Im selben Jahr hatte sie eine Nebenrolle in dem von Robert De Niro produzierten US-Thriller Der gute Hirte. Unterschiedliche Kritiken gab es für zwei Filme aus den Jahren 2008 und 2010: Der Baader Meinhof Komplex, in dem sie die ehemalige Konkret-Journalistin und RAF-Gründerin Ulrike Meinhof spielte, und Jud Süß – Film ohne Gewissen, der von der Kritik großteils als fehlgeleitete und oberflächliche Aufarbeitung des NS-Films Jud Süß gewertet wurde. 2009 war sie in einer historischen Rolle als Erzherzogin Sophie an der Seite von Cristiana Capotondi als Elisabeth von Österreich-Ungarn und David Rott als österreichisch-ungarischer Kaiser Franz Joseph I. in Xaver Schwarzenbergers Fernsehzweiteiler Sisi zu sehen.
Im Fernsehdrama Das Ende der Geduld (2014) übernahm Gedeck die Hauptrolle der Jugendrichterin Corinna Kleist, die an der realen Person Kirsten Heisig angelehnt ist. In den Jahren 2015 und 2018 war sie in dem ZDF-Historien-Mehrteiler Tannbach – Schicksal eines Dorfes neben Heiner Lauterbach in einer der Hauptrollen als Hilde Vöckler zu sehen. In der Literaturverfilmung Das Tagebuch der Anne Frank, die im Frühjahr 2015 gedreht wurde und am 3. März 2016 in die Kinos kam, spielte Gedeck Annes Mutter Edith Frank-Holländer. Im Oktober 2016 war sie als Staatsanwältin Frau Nelson im ARD-Fernsehfilm Terror – Ihr Urteil, der auf einem Theaterstück von Ferdinand von Schirach basiert, zu sehen. Für den 2022 veröffentlichten Episodenfilm Wunderschön war sie als Frauke Abeck unter der Regie von Karoline Herfurth in der Rolle einer Frau in ihren Fünfzigern zu sehen, die sich nicht mehr begehrenswert, und von ihrem Mann Wolfgang (Joachim Król) nicht wahrgenommen, fühlt.
Wiederholt arbeitet Gedeck mit dem Regisseur Markus Imboden, ihrem Lebenspartner, zusammen. Er besetzte sie unter anderem neben Iris Berben in einer der Titelrollen der Filmkomödie Frau Rettich, die Czerni und ich (1998), an der Seite von Jörg Schüttauf als Doris Wengler in dem ZDF-Fernsehdrama Ich habe nein gesagt (1998), das das Thema Vergewaltigung in der Ehe thematisierte, als junge Schriftstellerin Brigitte Reimann in Hunger auf Leben (2004) und als Hotelpächterin Margot Walser in der ARD-Heimatfilmreihe Daheim in den Bergen (2023/2024).
Seit Ende der 1980er-Jahre übernimmt Gedeck kontinuierlich Gastrollen in verschiedenen Fernsehserien und -reihen, unter anderem in Ein Fall für zwei, Unser Lehrer Doktor Specht, Die Stadtindianer, Die Kommissarin, A.S. – Gefahr ist sein Geschäft, Adelheid und ihre Mörder, Rosa Roth und Tatort. Als Mandantin des Rechtsanwalts Robert Liebling (Manfred Krug) war sie von 1990 bis 1994 in zwei Staffeln der Anwaltsserie Liebling Kreuzberg in einer durchgehenden Rolle zu sehen. Von 1994 bis 1995 übernahm sie in der ZDF-Arztserie Frauenarzt Dr. Markus Merthin in mehreren Folgen die Rolle der Angelika.
Seit den 2000er Jahren spricht Gedeck zahlreiche Hörbuch- und Hörspielproduktionen ein. 2022 erhielt sie den Deutschen Hörbuchpreis in der Kategorie „Beste Interpretin“.
Martina Gedeck wurde mit zahlreichen Preisen und Auszeichnungen geehrt. 2002 erhielt sie zum zweiten Mal den Deutschen Filmpreis sowohl für darstellerische Leistungen als auch als beste Hauptdarstellerin. 2007 wurde der deutsche Beitrag Das Leben der Anderen, in dem sie die weibliche Hauptrolle spielte, als bester ausländischer Film mit einem Oscar geehrt. Darüber hinaus ist Gedeck Trägerin des Bayerischen Verdienstordens. 2003 war sie Mitglied der Internationalen Jury der Berlinale. Ende Juni 2023 wurde sie Mitglied der Academy of Motion Picture Arts and Sciences.

## Resonanz in Medien und Öffentlichkeit

### Berufsbezogen

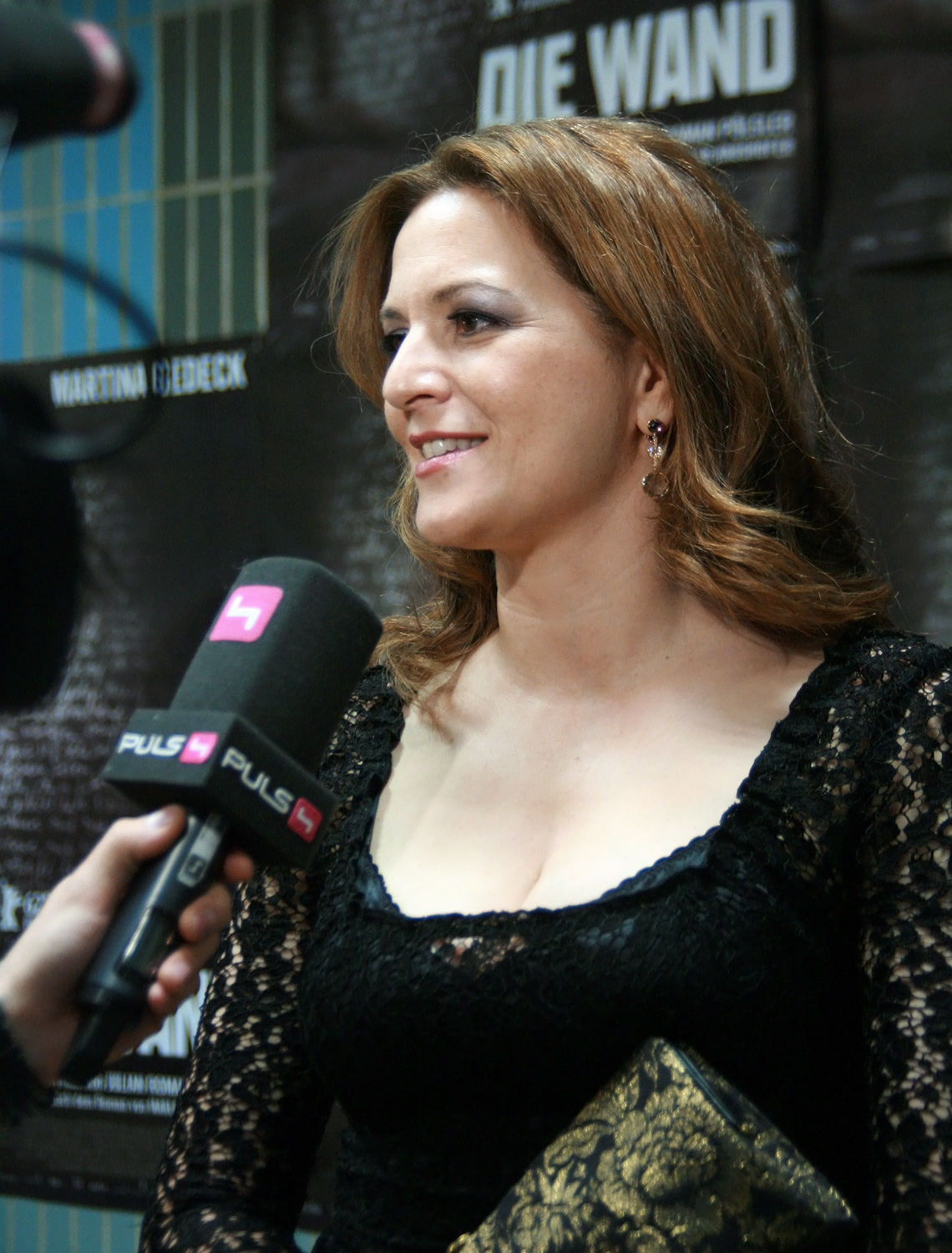
Gedeck bei der Premiere von Die Wand in Wien, 2012

In Ranglisten zu den beliebtesten deutschen Schauspielerinnen der Gegenwart taucht Gedeck regelmäßig auf vorderen Plätzen auf. 2006 wählte sie eine Jury aus Film-Experten zur besten deutschen Schauspielerin. In der Branche gilt Gedeck als zielstrebige Arbeiterin. Als männliche Vorbilder im Genre Komik benannte sie in einem Beitrag der Zeitschrift Emma das Komikerduo Stan Laurel und Oliver Hardy sowie Jack Lemmon, als weibliche Vorbilder Bette Davis, Marilyn Monroe und Katharine Hepburn.
In Pressekritiken wird Gedecks ambitionierte Darstellung von Frauencharakteren positiv hervorgehoben. Das Kino-Webportal Kino.de charakterisierte sie mit den Worten: „Wie kaum eine andere gestaltet Martina Gedeck ihre Schauspielkunst als ständigen Wechsel zwischen genauer Figurenanalyse und künstlerischer Fantasie.“ Und: „Sensibel und sinnlich, scheu und lasziv, stolz und bodenständig – Martina Gedeck wechselt in ihren Rollen zwischen den Extremen.“ Die feministische Zeitschrift Emma schrieb anlässlich eines Porträts der Schauspielerin: „Der Spiegel charakterisiert die Gedeck als ‚Pandora, die irgendwo die Büchse mit den gefährlichen Leidenschaften versteckt hält‘. Pandora? Ja, vielleicht. Doch vor allem Meisterin der Zwischentöne. Und Reisende in Zwischenwelten.“ Einige Rollen, etwa die der Clara Schumann in Geliebte Clara, erhielten gemischte Kritiken. Die Süddeutsche Zeitung schrieb: „Dazu fällt Gedeck nicht viel mehr ein als ihr schon sattsam bekannter, leicht irrer Wenn-Frauen-zu-sehr-lieben-Blick, der aber inzwischen nicht mehr als Ausdruck eines echten Gefühls durchgeht. Neben diesem Modus stehen ihr schauspielerisch noch zwei weitere Register zur Verfügung: der Eine-Frau-geht-ihren-Weg-Habitus, indem sie patriarchale Trottel schon mal schneidend scharf auf die Plätze verweist, und das tief verhangene Großmimentum, in dem sie sich vor allem an ihrer eigenen, vorgeblichen Subtilität berauscht.“

### Privat
Was die Preisgabe von Details aus ihrem Privatleben angeht, gilt Gedeck als zurückhaltend. Das Web-Portal kino.de zitiert sie mit den Worten: „Mein Publikum will doch gar nicht wissen, wie viele Spiegeleier ich mir morgens brate. Ich spreche durch meine Figuren.“ Die Berliner tageszeitung stellte das Thema in den Mittelpunkt eines Beitrags über Gedeck.

### Sonstiges
In die Kritik geriet sie aufgrund ihres Umgangs mit den Medien, wobei es vor allem um Vorvereinbarungen zu Interviews ging, deren Konditionen aus Sicht der journalistischen Berichterstattung als problematisch gewertet werden, worüber etwa das Hamburger Straßenmagazin Hinz&Kunzt schrieb. Der Deutsche Journalistenverband beschwerte sich im September 2016 über Martina Gedecks Interviewpolitik und rief zu einem Interviewboykott gegen sie auf. Begründet wurde dies mit presse-ethisch nicht vertretbarer Einflussnahme Gedecks auf Layout und Überschrift der Artikel.

## Filmografie

### Kino
- 1985: Retouche
- 1989: Tiger, Löwe, Panther
- 1990: Hard Days, Hard Nights
- 1990: Der doppelte Nötzli
- 1993: Krücke
- 1993: Barmherzige Schwestern
- 1994: Der bewegte Mann
- 1995: Hölleisengretl
- 1995: Stadtgespräch
- 1995: Die Spiele zu zweit
- 1995: How I Got Rhythm (Kurzfilm)
- 1997: Harald – Der Chaot aus dem Weltall
- 1997: Rossini – oder die mörderische Frage, wer mit wem schlief
- 1997: Das Leben ist eine Baustelle
- 1997: Single Bells
- 1998: Frauen lügen nicht
- 1998: Frau Rettich, die Czerni und ich
- 1999: Viehjud Levi
- 1999: Grüne Wüste
- 2001: Bella Martha
- 2004: Sergeant Pepper
- 2006: Elementarteilchen
- 2006: Das Leben der Anderen
- 2006: Ein perfekter Freund (Un ami parfait)
- 2006: Sommer ’04
- 2006: Der gute Hirte (The Good Shepherd)
- 2007: Meine schöne Bescherung
- 2008: Der Baader Meinhof Komplex
- 2008: Geliebte Clara
- 2009: Tris di Donne & abiti nuziali
- 2010: Jud Süß – Film ohne Gewissen
- 2010: Aghet – Ein Völkermord
- 2010: Agnosia
- 2011: Bastard
- 2012: Die Wand
- 2012: Hinter der Tür
- 2013: Die Nonne
- 2013: Nachtzug nach Lissabon (Night Train to Lisbon)
- 2013: Anni Felici – Barfuß durchs Leben (Anni felici)
- 2013: Am Hang
- 2014: Das Ende der Geduld
- 2015: The Girl King
- 2015: Ich bin dann mal weg
- 2016: Das Tagebuch der Anne Frank
- 2016: Gleißendes Glück
- 2017: Wir töten Stella
- 2018: Zwei Herren im Anzug
- 2018: Geister der Weihnacht (Sprecherin)
- 2019: Und wer nimmt den Hund?
- 2022: Wunderschön
- 2022: Samstagmittag, 12 Uhr
- 2022: Die stillen Trabanten
- 2024: Woodwalkers

### Fernsehen

#### Fernsehfilme
- 1986: In der Kälte der Sonne
- 1987: Aquaplaning
- 1988: Die Beute
- 1988: Goldjunge
- 1989: Eine Frau für Alfie
- 1991: Hausmänner
- 1992: Endstation Harembar
- 1992: Mutter und Söhne
- 1992: Der Augenzeuge (Dreiteiler)
- 1995: Wer Kollegen hat, braucht keine Feinde
- 1995: Man(n) sucht Frau
- 1995: Das Schwein – Eine deutsche Karriere (Dreiteiler)
- 1996: Der schönste Tag im Leben
- 1997: Der Neffe
- 1998: Der Laden (Dreiteiler)
- 1999: Deine besten Jahre
- 1999: Ich habe nein gesagt
- 1999: Die beste Party – Heimatabend 1999
- 2000: Happy Hour oder Glück und Glas
- 2000: O Palmenbaum
- 2001: Romeo
- 2001: Scheidung auf amerikanisch
- 2001: Jenseits der Liebe
- 2002: Verlorenes Land
- 2002: Andreas Hofer – Die Freiheit des Adlers
- 2002: Die Mutter
- 2003: Geheime Geschichten
- 2003: Unsre Mutter ist halt anders
- 2003: Schattenlinie
- 2004: Das blaue Wunder
- 2004: Hunger auf Leben
- 2004: Feuer in der Nacht
- 2004: Der Stich des Skorpion
- 2004: Giacomo Casanova
- 2005: Spiele der Macht – 11011 Berlin
- 2005: Liebe nach dem Tod
- 2006: Auf ewig und einen Tag
- 2007: Verlassen
- 2009: Sisi (Zweiteiler)
- 2012: Halbe Hundert
- 2013: Die Auslöschung
- 2016: Seit Du da bist
- 2016: Terror – Ihr Urteil
- 2015–2018: Tannbach – Schicksal eines Dorfes (Mehrteiler, 6 Folgen)
- 2019: Herzjagen
- 2022: Die Verteidigerin – Der Gesang des Raben
- 2022: Wo ist meine Schwester?

#### Fernsehserien und -reihen
- 1988: Der Fahnder (Folge 2×20: Familienbande)
- 1989: Eurocops (Folge 2×04: Der Schwur)
- 1989, 1991: Ein Fall für zwei (verschiedene Rollen, 2 Folgen)
- 1989–1993: Schulz & Schulz (5 Folgen)
- 1990–1994: Liebling Kreuzberg (7 Folgen)
- 1991: Leo und Charlotte (6 Folgen)
- 1992: Unser Lehrer Doktor Specht (Folge 1×07: Klassenfahrt)
- 1992: Auf Achse (Folge 5×06: Der Duft der Wüste)
- 1992: Wolffs Revier (Folge 1×08: Schwerkraft des Mordes)
- 1993: Kommissar Klefisch (Folge 1×04: Tod am Meer)
- 1993: Der Hausgeist (Folge 2×06: Geisterjäger)
- 1993: Familie Heinz Becker (Folge 2×05: In der Bar)
- 1993: Auf eigene Gefahr (Folge 1×06: Der verlorene Sohn)
- 1993: Die Trotzkis (Folge 1×02: Schöne Bescherung)
- 1994–1995: Frauenarzt Dr. Markus Merthin (13 Folgen)
- 1994: Die Stadtindianer (Folge 1×12: Roter Morgen)
- 1994: Die Kommissarin (Folge 1×03: Blumen für den Mörder)
- 1994: Der König (Folge 1×01: Auch Mörder müssen sterben)
- 1994: Im Namen des Gesetzes (Folge 1×13: Zweimal ermordet)
- 1994: Nur eine kleine Affäre (5 Folgen)
- 1995: A.S. – Gefahr ist sein Geschäft (Folge 1×09: Rosen und Tod)
- 1995: Faust (Folge 2×05: Unfallflucht)
- 1996: Kriminaltango (Folge 1×10: Amigo Amigo)
- 1996: Alles außer Mord (Folge 3×03: Todkäppchen)
- 1996: Adelheid und ihre Mörder (Folge 1×08: Blaubarts letzte Frau)
- 1996: Ein Bayer auf Rügen (Folge 4×13: Wiedersehen macht Freude)
- 1996: Rosa Roth – Nirgendwohin (Folge 1×04)
- 1997: Lea Katz – Die Kriminalpsychologin (Fernsehreihe, 2 Folgen)
  - Das wilde Kind
  - Einer von uns
- 1997: Solo für Sudmann (Folgen 1×01, 1×02)
- 1997: SOKO 5113 (Folge 12×07: Letzte Hilfe)
- 1997: Bella Block: Tod eines Mädchens (Folge 1×04)
- 2010: Tatort: Wie einst Lilly (Folge 1×781)
- 2018: Arthurs Gesetz (6 Folgen)
- 2020: Oktoberfest 1900 (6 Folgen)
- 2021: Endlich Witwer – Forever Young (Folge 1×02)
- 2023–2024: Daheim in den Bergen (Fernsehreihe) → siehe Besetzung
- 2024: Helgoland 513 (Folge 1×01)
- 2025: Oktoberfest 1905

## Hörbücher (Auswahl)
- 2006: Die Harzreise von Heinrich Heine, Unterlauf & Zschiedrich Hörbuchverlag, Berlin, ISBN 978-3-934384-32-3.
- 2007: Ach Glück von Monika Maron, Hörbuch Hamburg, ISBN 978-3-89903-445-5.
- 2007: Mord im Zeichen des Zen von Oliver Bottini, gekürzte Lesung, Patmos, Düsseldorf, ISBN 978-3-491-91256-4.
- 2007: Désirée von Annemarie Selinko, autorisierte Lesefassung, Argon Verlag GmbH, Berlin, ISBN 978-3-86610-293-4.
- 2007: Ruhelos von William Boyd, Hoffmann und Kampe, ISBN 978-3-455-30525-8.
- 2008: Im Sommer der Mörder von Oliver Bottini, gekürzte Lesung, Patmos, Düsseldorf, ISBN 978-3-491-91266-3.
- 2008: Im Auftrag der Väter von Oliver Bottini, gekürzte Lesung, Patmos, Düsseldorf, ISBN 978-3-491-91279-3.
- 2008: Im Bauch des Ozeans von Fatou Diome, Reihe Afrika erzählt, autorisierte Hörfassung, Steinbach Sprechende Bücher, Schwäbisch Hall, ISBN 978-3-88698-595-1.
- 2009: Salzburg in London von Marcy Kahan, Westfire Entertainment, WDR, ISBN 978-3-940539-07-6.
- 2016: Im Garten der Pusteblumen von Noelia Blanco, Headroom Sound Production, Köln, ISBN 978-3-939435-80-8.
- 2016: Das fliegende Orchester von Howard Griffiths, Hug & Co. Musikverlage, ISBN 978-3-03807-076-4.
- 2016: Martina Gedeck liest Rilke – Märchenhafte Geschichten vom anderen Ende der Welt, Verlag Herder, ISBN 978-3-451-35117-4.
- 2016: Nach einer wahren Geschichte von Delphine de Vigan, Random House, ISBN 978-3-8371-3642-5.
- 2016: Wälsungenblut von Thomas Mann, Der Audio Verlag, ISBN 978-3-7424-0216-5.
- 2018: Irgendwo in diesem Dunkel von Natascha Wodin, Rowohlt, ISBN 978-3-8398-1673-8.
- 2020: Fanny & Felix Mendelssohn: Zwei Leben für die Musik von Jörg Handstein, BR-KLASSIK, EAN/UPC-Code: 4035719009255.
- 2020: Jin und die magische Melone von Howard Griffiths, Walter Wild Musikverlag, ISBN 978-3-03807-124-2.
- 2021: Saal 101 – Dokumentarhörspiel zum NSU-Prozess, BR Bayern, ARD, der Hörverlag, Random House, ISBN 978-3-8445-3938-7.
- 2021: Nastjas Tränen von Natascha Wodin, argon edition, ISBN 978-3-8398-1919-7.
- 2022: Vladimir von Julia May Jonas, Penguin Random House, ISBN 978-3-8371-5896-0.
- 2022: Alles, was wir nicht erinnern von Christiane Hoffmann, C. H. Beck, ISBN 978-3-406-79179-6.
- 2022: Der Ring des Nibelungen 1 – Das Rheingold von Richard Wagner, DAV, ISBN 978-3-7424-2037-4.
- 2022: Der Ring des Nibelungen 2 – Die Walküre von Richard Wagner, DAV, ISBN 978-3-7424-2312-2.

## Hörspiele (Auswahl)
- 2012: David Grossman: Eine Frau flieht vor einer Nachricht – NDR
- 2014: Die vier letzten Dinge – NDR.
- 2014: Natascha Wodin/Wolfgang Hilbig: Nachtgeschwister, provisorisch – Regie: Ulrich Lampen, MDR/DKultur
- 2014: Andres Veiel: Das Himbeerreich – Regie: Ulrich Lampen Hörspiel, RBB/HR
- 2018: Mike Brant – HR.
- 2018: Transit / Die Drogenbarone von Mailand – WDR.
- 2018: Sieben leere Häuser – WDR.
- 2018: Radiogeschichte – Ein Haus für die Zukunft – WDR.
- 2019: Es ging ein Mädlein zarte – Der Tod von Kindern in der Musik – WDR.
- 2019: Guter Rat – Ringen um das Grundgesetz – WDR.[21]
- 2019: Kindheit in Wuppertal – Else Lasker Schüler – Lesung, WDR.
- 2021: Saal 101, Dokumentarhörspiel zum NSU-Prozess – Regie: Ulrich Lampen. Bayerischer Rundfunk für die ARD und DLF (2015–2021).[22]
- 2021: Sechs Wochen im Frühling – WDR.[23]
- 2021: Der Ring des Nibelungen – rbb.[24]
- 2021: Maria Sybilla Merian – Reise ins verborgene Reich der Schmetterlinge – WDR.

## Auszeichnungen

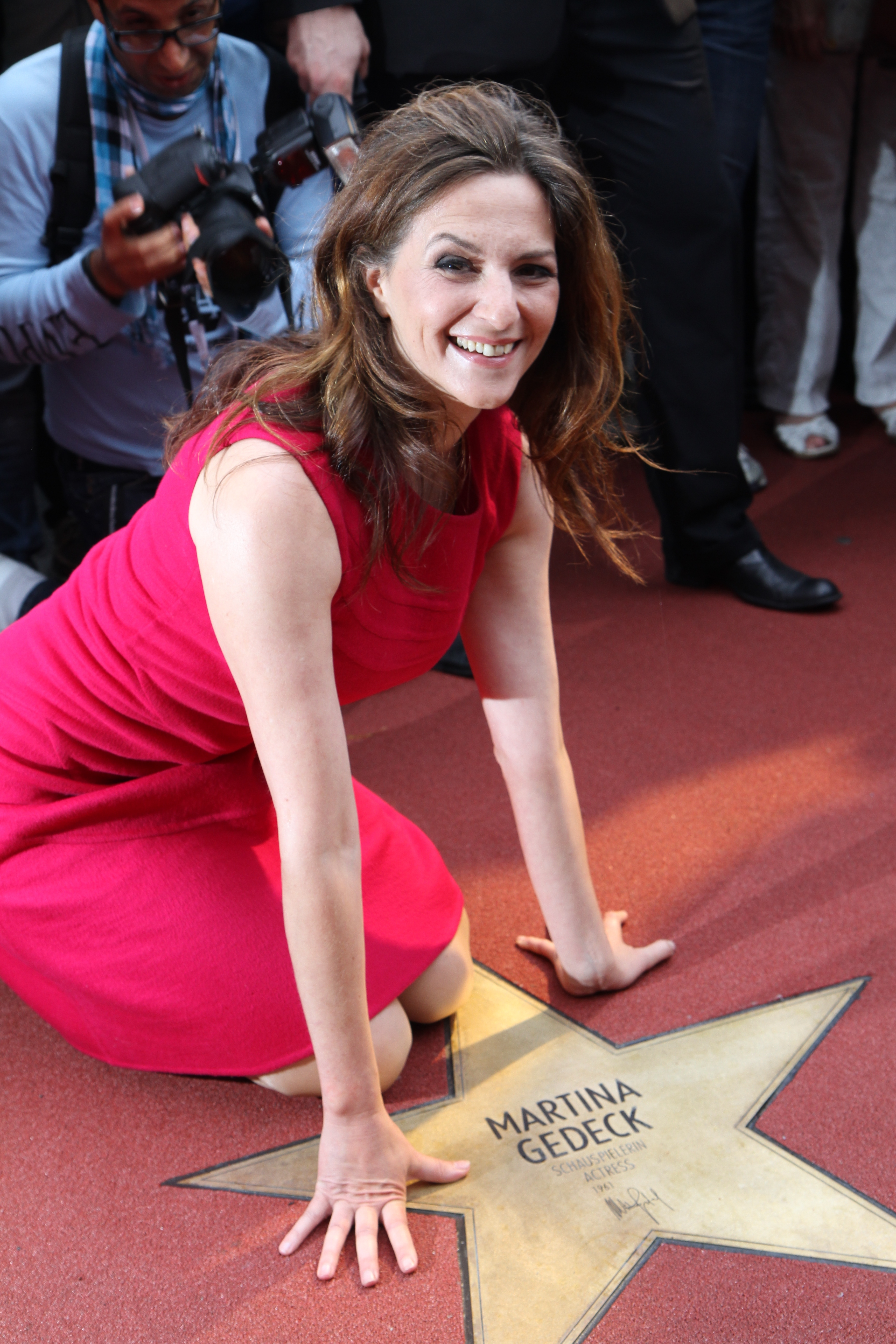
Gedecks Stern auf dem Boulevard der Stars (2011)

- 1995: Blauer Panther (Bayerischer Fernsehpreis) für Hölleisengretl
- 1997: Deutscher Filmpreis für darstellerische Leistungen in Rossini und Das Leben ist eine Baustelle
- 1997: Telestar, Beste Darstellerin in einem Fernsehspiel für Der Neffe und Kriminalpsychologin
- 1998: Adolf-Grimme-Preis für ihre schauspielerischen Leistungen unter anderem in Rossini und Bella Block: Tod eines Mädchens
- 1999: Bayerischer Filmpreis, Beste Darstellerin für Grüne Wüste
- 2000: Bayerischer Fernsehpreis für ihre Rolle in Deine besten Jahre
- 2001: Fernsehfilmpreis der Deutschen Akademie der Darstellenden Künste, Darsteller-Sonderpreis für Romeo
- 2002: Preis der deutschen Filmkritik
- 2002: Deutscher Filmpreis, Beste Hauptdarstellerin in Bella Martha
- 2002: Love International Film Festival Mons, Belgien, Beste Schauspielerin für Bella Martha
- 2003: Goldene Kamera, Beste deutsche Schauspielerin
- 2004: Deutscher Fernsehpreis, Beste Schauspielerin in Hunger auf Leben
- 2006: DIVA-Award in der Kategorie German Award (Hall of Fame)
- 2006: Premio bacco, Notte delle stelle, Italien, Beste Schauspielerin für Bella Martha
- 2006: International Filmfestival Kaluga, Russland,    Beste Schauspielerin für Bella Martha
- 2007: Bayerischer Verdienstorden
- 2007: Jupiter in der Kategorie Beste deutsche Darstellerin für Elementarteilchen
- 2007: Bayerischer Filmpreis in der Kategorie Beste Schauspielerin für Meine schöne Bescherung
- 2007: Nastro d’Argento, Italien, Beste Schauspielerin für Das Leben der anderen
- 2008: Berliner Bär (B.Z.-Kulturpreis)
- 2008: Festival international de programmes audiovisuels documentaires de Biarritz, Frankreich, Outstanding artistic contribution
- 2011: Stern auf dem Boulevard der Stars in Berlin
- 2011: Emder Schauspielpreis im Rahmen des Internationalen Filmfests Emden-Norderney
- 2013: ECKART für Lebenskultur, Internationaler Eckart Witzigmann Preis in München
- 2014: Film Festival Cologne: international actors award.cologne
- 2015: Goldene Kamera: Beste deutsche Schauspielerin
- 2015: Benennung des 2009 von Felix Hormuth vom Heidelberger Max-Planck-Institut entdeckten Asteroiden (241475) Martinagedeck nach ihr
- 2015: Günter Rohrbach Filmpreis: Darstellerpreis für Das Ende der Geduld
- 2017: Festival des deutschen Films Ludwigshafen: Preis für Schauspielkunst
- 2020: Bayerischer Filmpreis: Ehrenpreis des Ministerpräsidenten
- 2022: Deutscher Hörbuchpreis: in der Kategorie Beste Interpretin

## Interview
- Gero von Boehm: Martina Gedeck. 10. September 2006. Interview in: Begegnungen. Menschenbilder aus drei Jahrzehnten. Collection Rolf Heyne, München 2012, ISBN 978-3-89910-443-1, S. 536–544.